# Zlatá brána (Vladimir)
Zlatá brána (rusky Золотые ворота) je významná památka staroruské architektury v městě Vladimir, vystavěná roku 1164 za vlády knížete Andreje Bogoljubského. Brána byla původně součástí městského opevnění, měla však také slavnostní funkci - sloužila jako triumfální vjezd do nejvýznamnější části města, kde sídlila knížata a bojaři.
Od roku 1992 je v rámci Bílých památek Vladimiru a Suzdalu zanesena na seznam světového dědictví UNESCO.

## Historie
Za vlády vladimirského knížete Andreje Bogoljubského bylo město opevněno dlouhým valem a hradbami, za které se vcházelo sedmi branami. Jednou z nich (a jedinou dochovanou) byla právě Zlatá brána.
Výstavba probíhala v letech 1158-1164 a byla završena vysvěcením chrámu Položení řízy Přesvaté Bohorodice nad branou. Na bránu navazovaly vysoké valy s hradbami a hluboký příkop, přes který vedl k bráně most. Svůj název získala proto, že ji kníže nechal pokrýt pláty pozlacené mědi, takže se zdaleka blyštěla zlatem. Výška oblouku činila 14 metrů a průjezd přehrazovala těžká dubová vrata. Ta však nedosahovala až nahoru, nad nimi totiž byla zhotovena ještě přídavná plošina pro obránce. Na tuto plošinu se vcházelo po vnitřním schodišti, ze kterého bylo možno dostat se také na okolní valy a do chrámu nad branou.
Během staletí se brána dočkala mnoha zásadních oprav, které si vyžádaly jak časté požáry, tak i poškození rukou nepřátel, její vzhled tak doznal mnohých změn. Když byl po velkém požáru Vladimiru roku 1778 vypracován nový urbanistický plán města, obranné valy a příkopy byly odstraněny, aby nebránily rozvoji. Bez opory v přilehlých valech však došlo k vážnému narušení statiky brány, neboť se rozjížděla do stran. Roku 1795 byl proto vyhotoven projekt generální rekonstrukce a zajištění stavby. V rozích přibyly kruhové přístavby, které mají opěrnou funkci. Poškozená klenba byla rozebrána a znovu složena dohromady z původního materiálu. Na bránu byl opět usazen chrám, který se nedochoval, tentokrát z cihel. Celá rekonstrukce byla završena roku 1810 vysvěcením nové svatyně.
V tomto stavu se brána dochovala do dnešních dní, byť na počátku 19. století existovaly vážné úvahy o navrácení brány do původní podoby.

## Galerie

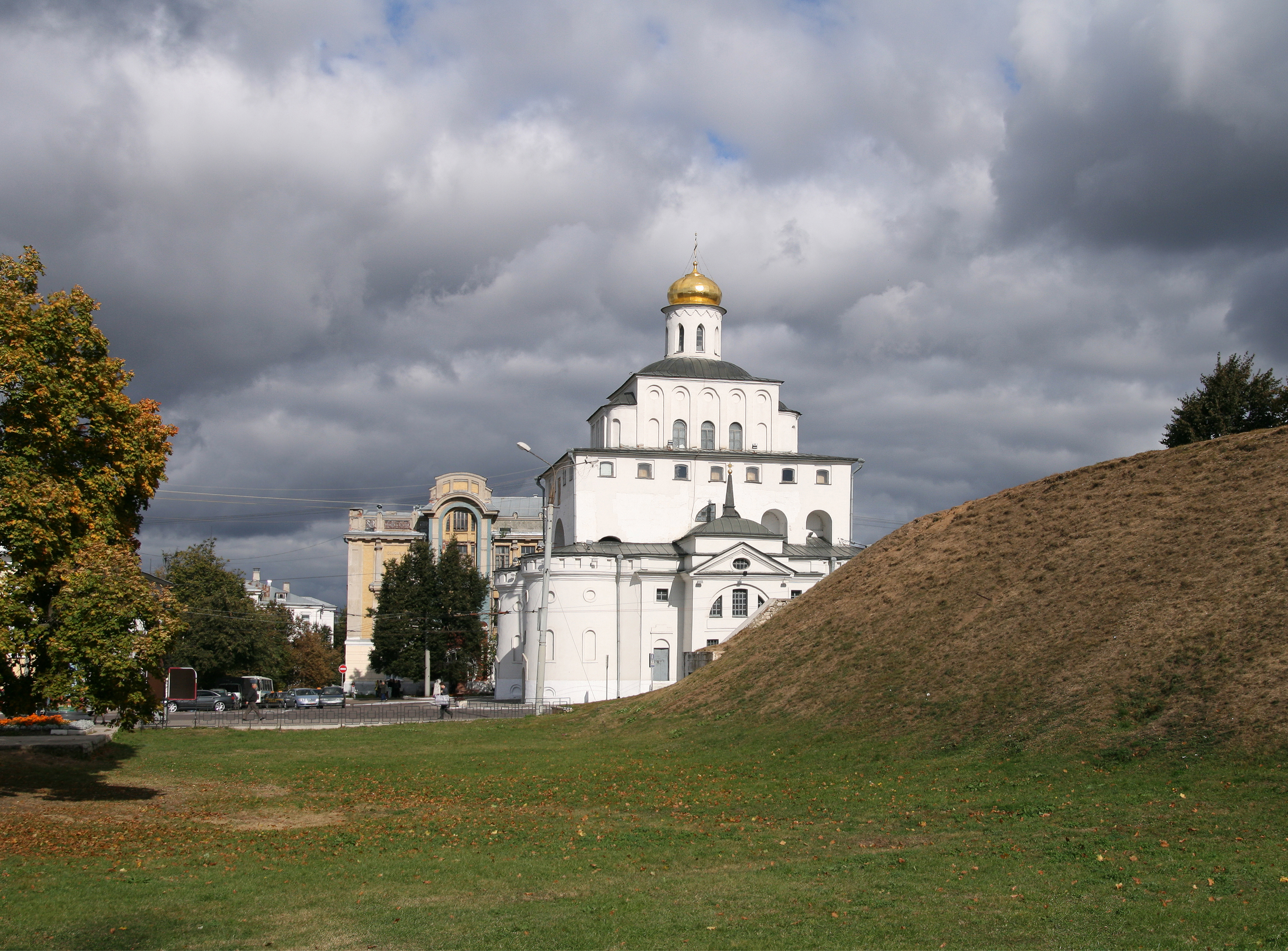
Zlatá brána a pozůstatky valu
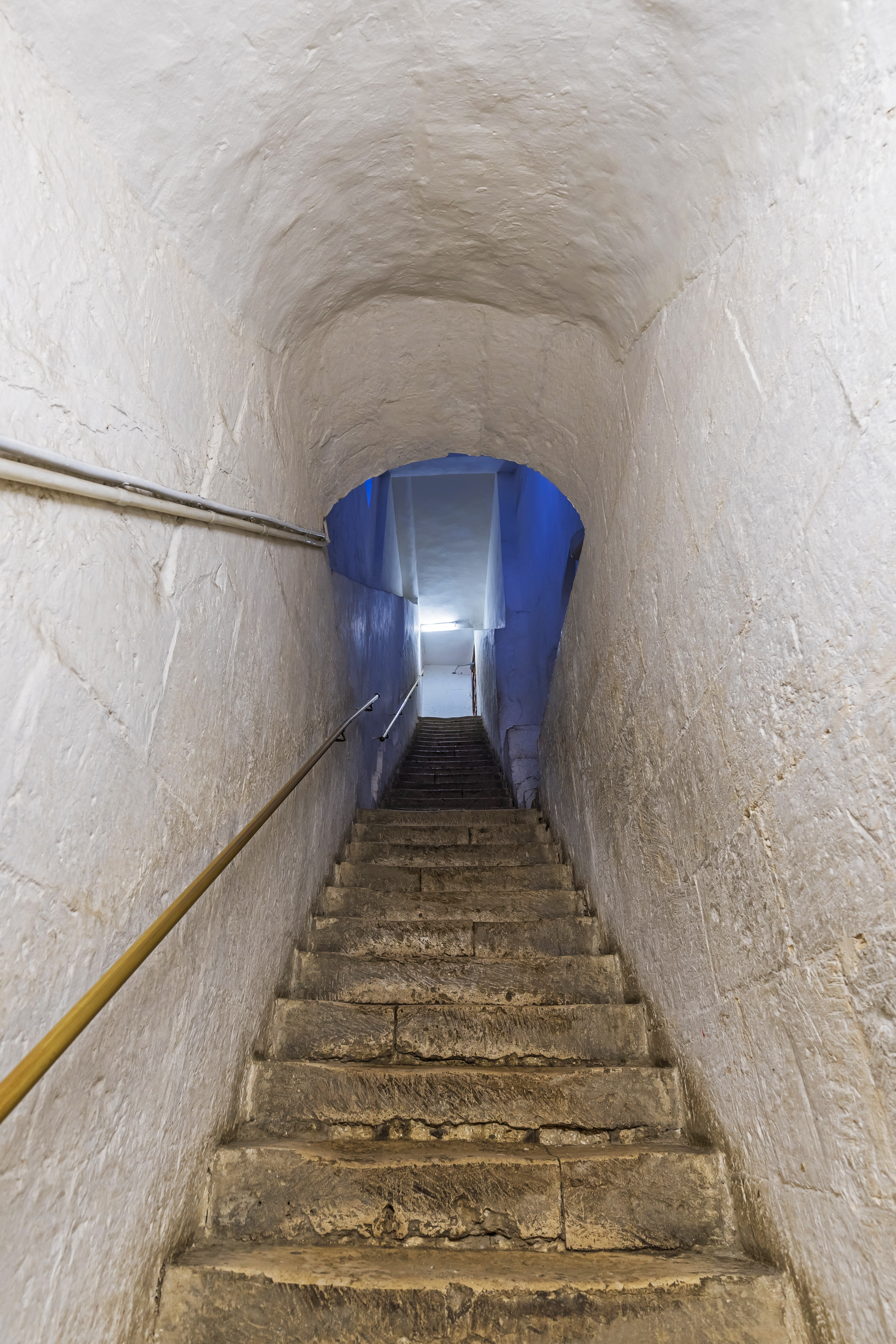
Vnitřní schodiště
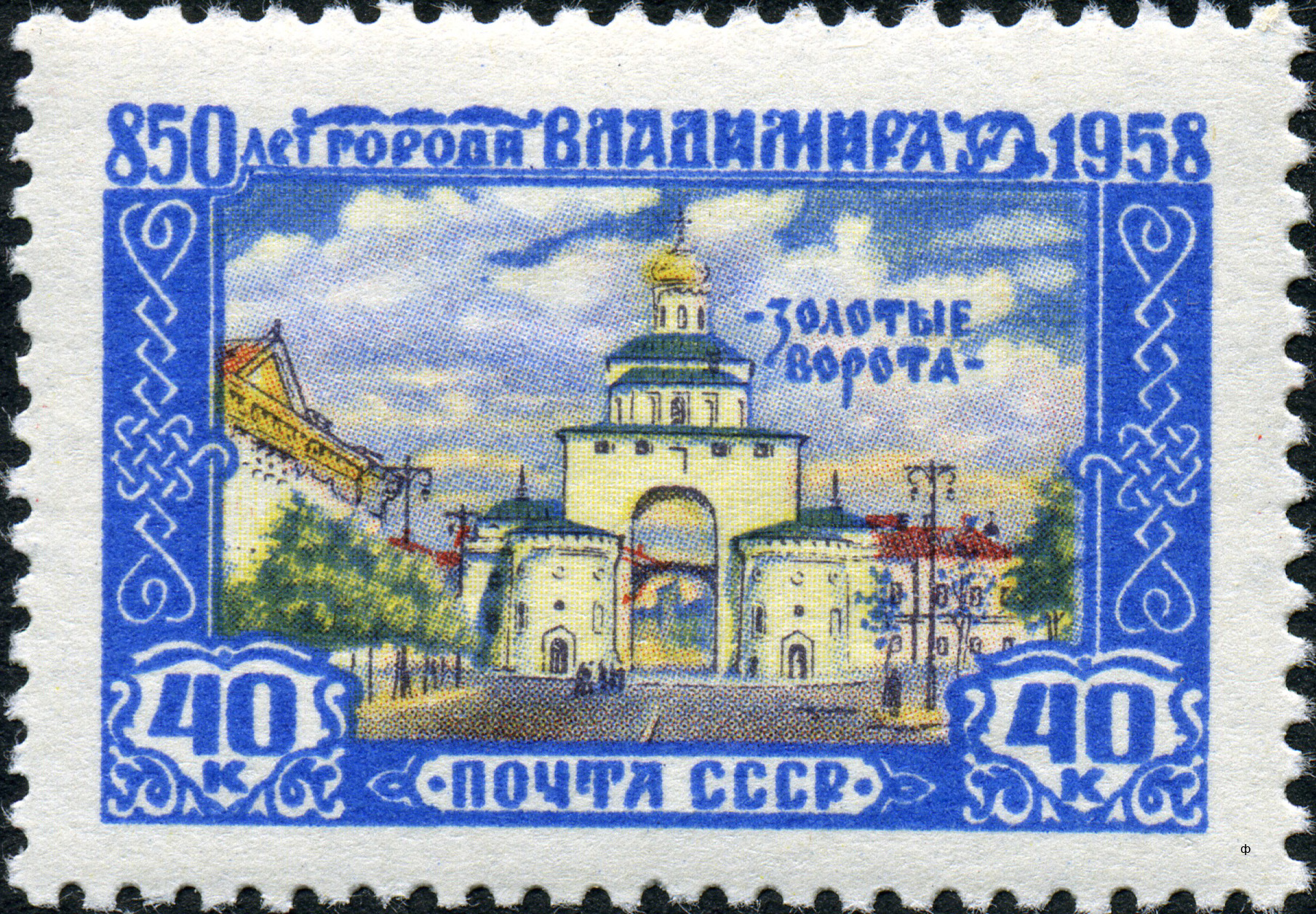
Brána na známce z roku 1958
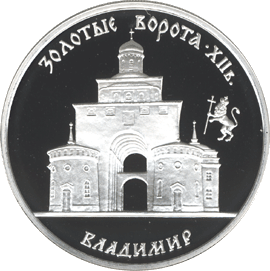
Na pamětní minci z roku 1995
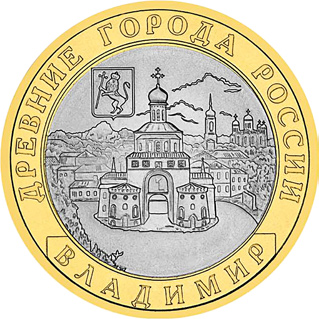
Desetirublová mince ze série Stará města Ruska